# ميخائيل ريد (لاعب كريكت)
ميخائيل ريد (10 سبتمبر 1988 بليستر في المملكة المتحدة - ) (بالإنجليزية: Michael Reed)‏ هو لاعب كريكت بريطاني. لعب مع نادي مقاطعة غلاموركن للكريكت ‏.

## وصلات خارجية
- ميخائيل ريد على موقع إي آس بي آن كريك إنفو (الإنجليزية)